# Borriquito/Raindrops keep fallin on my head
Borriquito/Raindrops Keep Fallin' on My Head è il settimo 45 giri della cantante Raffaella Carrà, pubblicato  nel 1972 dall'etichetta discografica RCA Italiana.

## Il disco
Contiene due cover e raggiungerà la trentanovesima posizione nella classifica settimanale delle vendite di quell'anno.
Per la cronologia sarebbe l'unico singolo estratto dall'album Raffaella Carrà, in realtà anticipato da altri 3 dischi a 45 giri, i cui brani sono stati inseriti in quello stesso album:
- Chissà se va/Perdono, non lo faccio più (ottobre 1971)
- Tuca tuca/Vi dirò la verità (novembre 1971)
- Maga maghella/Papà (novembre 1971)

## Borriquito
Brano di Peret, altrove indicato come De Publi, entrambi pseudonimi di Pedro Pubill Calaf che lo incide nel 1971 e pubblica su singolo e album.
El borriquito o Borrequito sono grafie alternative del titolo.
Nel 1971 il gruppo olandese The Strangers incide un 45 giri con la cover del brano dal titolo Angelik (Decca Records - 95-23.935X), inserita nell'album Goe zot (Decca Records - DEC 193.500 K), pubblicato in Belgio.
Cantato in spagnolo, è il primo successo di Raffaella sul mercato iberico e degli altri paesi latini.

## Raindrops Keep Fallin' on My Head
È una cover dell'omonimo brano, premio Oscar alla migliore canzone nel film Butch Cassidy and the Sundance Kid del 1969.
Canzone interpretata da Raffaella in lingua originale, cioè in inglese.

## Tracce
Lato A
1. Borriquito[5] – 3:40 (Peret; edizioni musicali Arabella)

Lato B
1. Raindrops Keep Fallin' on My Head[6] – 3:26 (testo: Hal David – musica: Burt Bacharach; edizioni musicali Accordo)

### Musicisti
- Paolo Ormi e la sua orchestra
- 4+4 di Nora Orlandi - cori

## Classifiche
| Classifica (1972) | Posizione raggiunta |
| ----------------- | ------------------- |
| Italia            | 39                  |